# Begraafplaats van Aire-sur-la-Lys
De Begraafplaats van Aire-sur-la-Lys of Begraafplaats van Saint-Martin (Cimetière de Saint-Martin) is een gemeentelijke begraafplaats in de Franse stad Aire-sur-la-Lys in het departement Pas-de-Calais. De begraafplaats ligt zo'n 750 meter ten noorden van de stadskern in het gehucht Saint-Martin, langs de weg naar Sint-Omaars.
De stedelijk begraafplaats werd hier buiten het stadscentrum ingericht in de twee helft van de 18de eeuw, toen om hygiënische redenen de kerkhoven van de Sint-Pieterskerk en de Église Notre-Dame binnen de stadsmuren van Aire-sur-la-Lys werden ontruimd.
De begraafplaats heeft een onregelmatig grondplan en wordt omsloten door een lage bakstenen muur met metalen traliewerk, betonnen platen of een haag. Er zijn vier toegangshekken.

## Franse oorlogsgraven

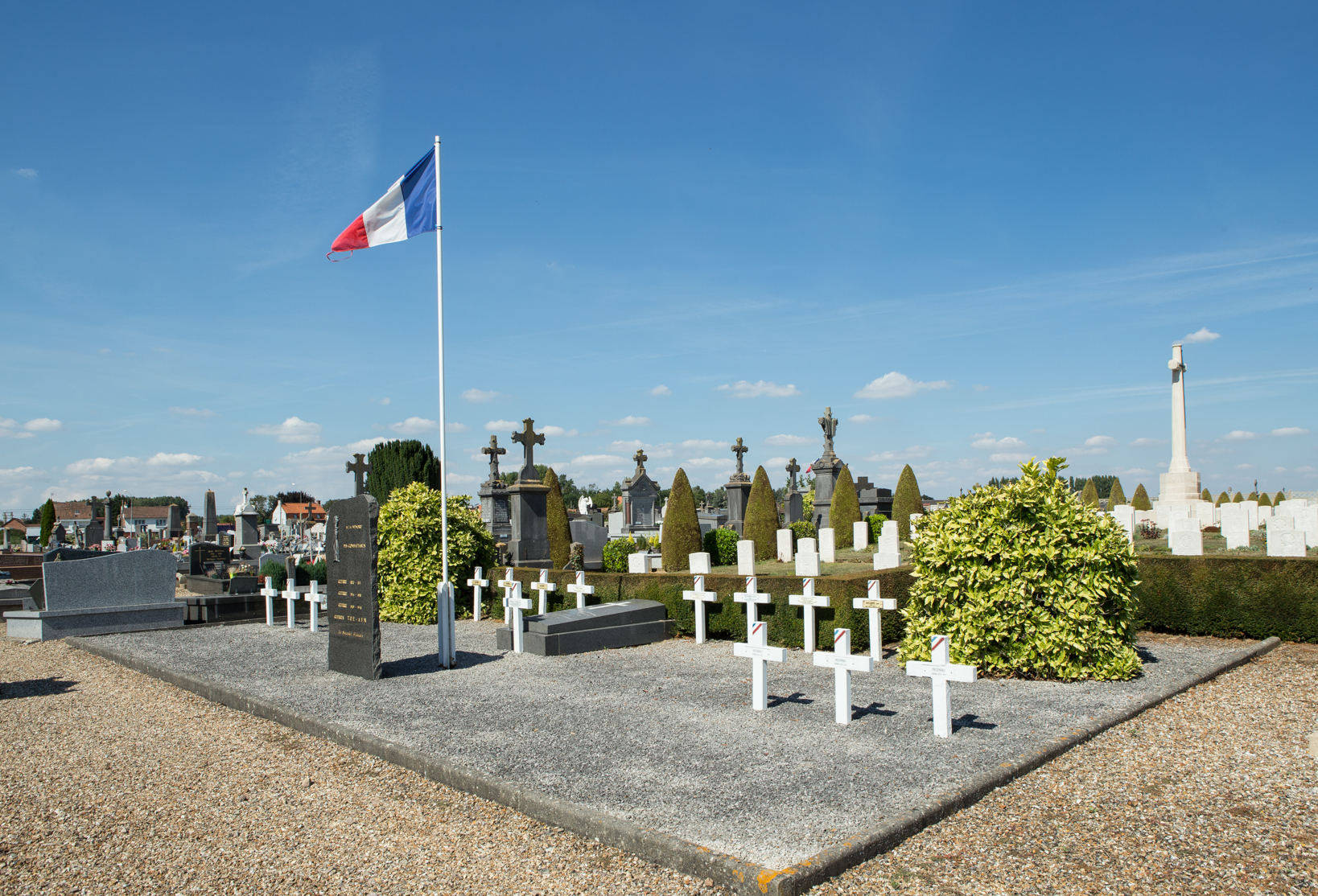
Een ereperk met Franse gesneuvelden

Op de begraafplaats bevinden zich in de omgeving van de Britse graven enkele perken met Franse militairen die sneuvelden in de verschillende conflicten waarin Frankrijk betrokken was. Tussen de civiele graven liggen nog tientallen oud-strijders met een civiel graf maar vergezeld van een officieel Frans oorlogskruis.

## Britse oorlogsgraven
Aan de noordrand van de begraafplaats ligt een Brits militair perk met gesneuvelden uit de Eerste- en Tweede Wereldoorlog. Het werd ontworpen door Herbert Baker. Noordwestelijk op het perk staat het Cross of Sacrifice. Daar tegenover, verbonden door een wit betegeld pad, staat voor een bakstenen muur met twee rondbogige nissen de Stone of Remembrance.

### Eerste Wereldoorlog
Aire-sur-la-Lys lag tijdens de oorlog steeds op meer dan 10 kilometer van het front in geallieerd gebied. De Britten hadden er vanaf het voorjaar van 1915 tot het voorjaar van 1918 hun hoofdkwartieren gevestigd. Er waren ook verschillende veldhospitalen gelegerd die dan de overledenen hier begroeven.
Er liggen 868 Britten (waaronder 1 niet geïdentificeerde), 15 Canadezen, 6 Australiërs, 4 Indiërs, 1 Nieuw-Zeelander, 7 Duitsers en 1 Fransman uit de Eerste Wereldoorlog begraven.

### Tweede Wereldoorlog
In de Tweede Wereldoorlog werden hier nog 21 Britten (waaronder 3 niet geïdentificeerde) begraven. Zij behoorden bij de British Expeditionary Force en sneuvelden bijna allemaal tijdens de terugtrekking naar Duinkerke in mei 1940.
Alle graven worden onderhouden door de Commonwealth War Graves Commission en zijn daar geregistreerd als Aire Communal Cemetery.

### Onderscheiden militairen
- Mark Leigh Goldie, majoor bij de Royal Horse Artillery werd onderscheiden met de Distinguished Service Order (DSO) en het lidmaatschap van de Royal Victorian Order (MVO).
- de kapiteins John McCallum Orme, James Hardie Brown, William Reginald Easterbrook, de luitenants John Hywel Richards en Harry Albert Gray en de onderluitenants W.H.H. Gibbs en Merton Alfred Rose werden onderscheiden met het Military Cross (MC).
- kapitein Herbert Anthony Gale werd tweemaal met het Military Cross onderscheiden (MC and Bar).
- onderluitenant Henry John Elliott Gale werd onderscheiden met het Military Cross en de Military Medal (MC, MM).
- onderluitenant James Dugdale, korporaal Alexander Wilson en sergeant William Salisbury Cooper werden onderscheiden met de Distinguished Conduct Medal (DCM). De laatstgenoemde ontving ook de Military Medal (DCM, MM).
- nog 18 militairen ontvingen de Military Medal (MM).

### Minderjarige militairen
- G. Emanuel, soldaat bij het Royal Warwickshire Regiment en James Halley, soldaat bij de Gordon Highlanders waren 17 jaar toen ze sneuvelden.

### Alias
- soldaat George Birch diende onder het alias A. Watson bij het Machine Gun Corps.